# Rudolph von Österreich (Kardinal)

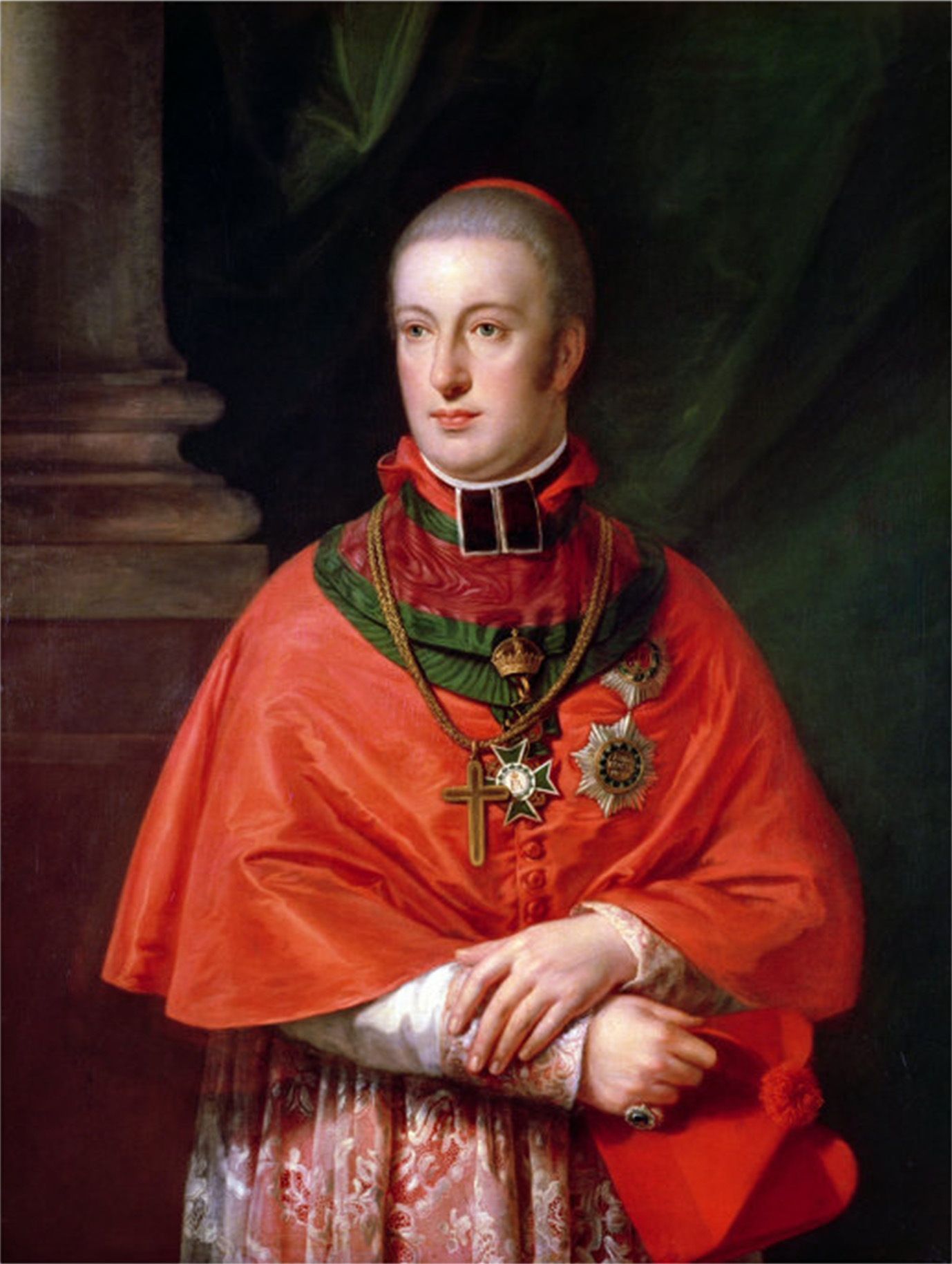
Johann Baptist von Lampi: Kardinal Rudolph von Österreich

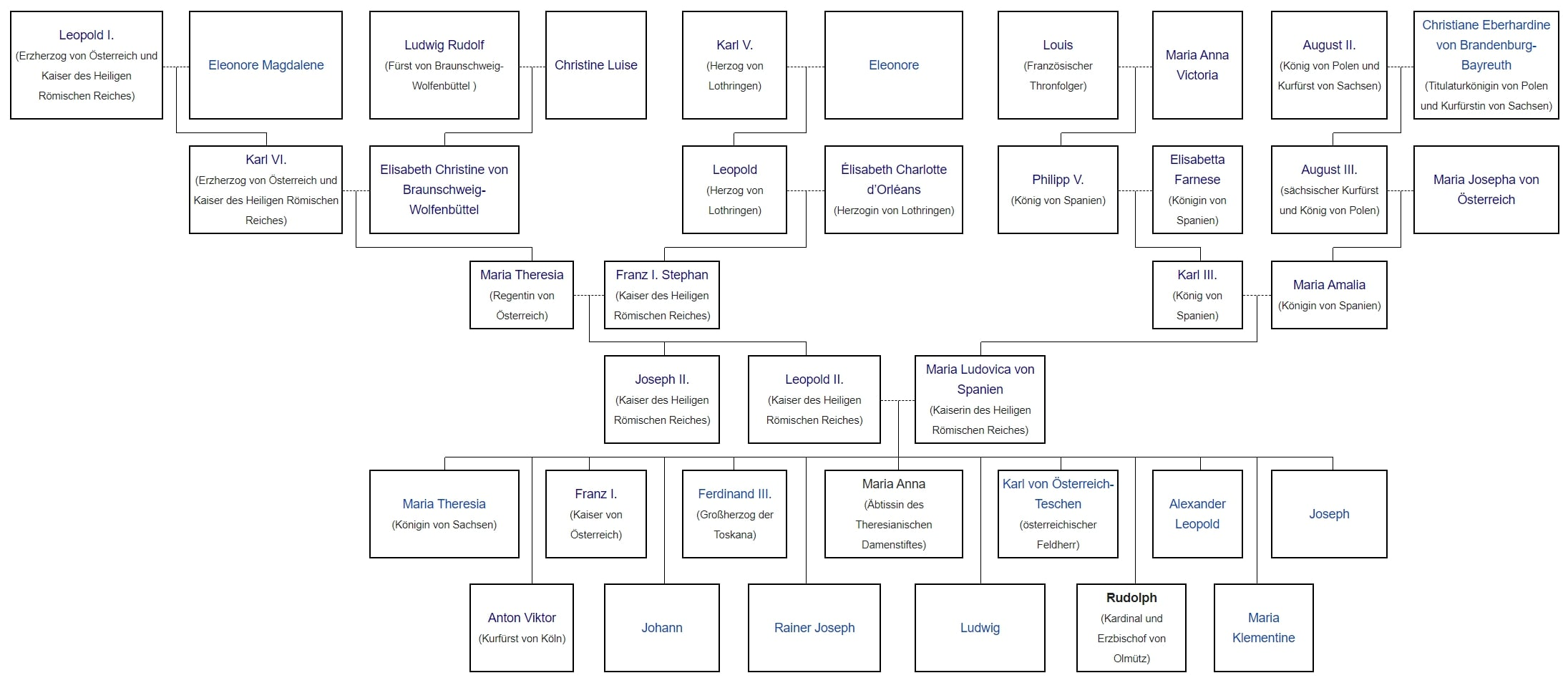
Stammbaum von Rudolph

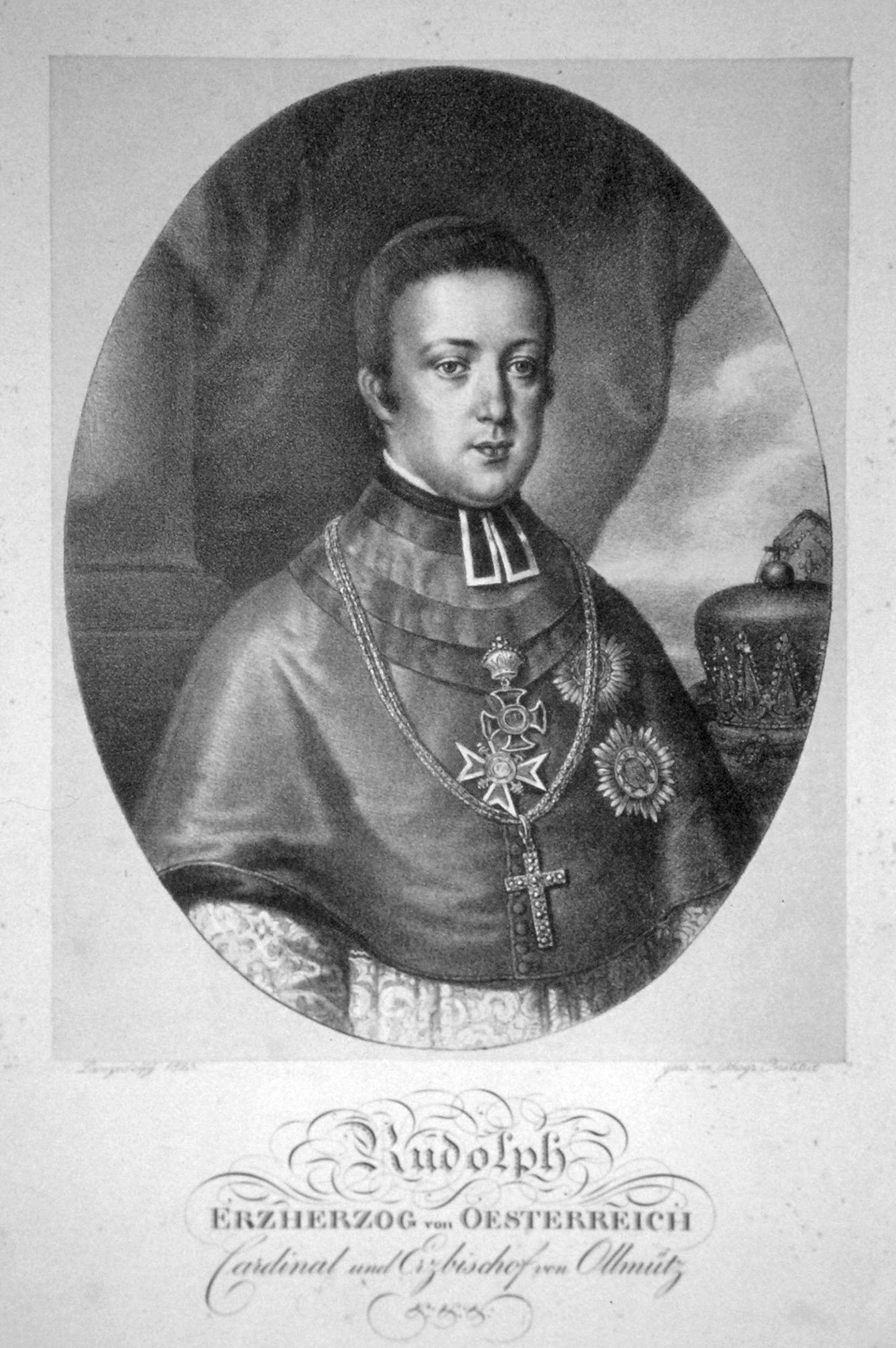
Josef Lanzedelli d. Ä.: Erzherzog Rudolph (Lithographie, 1823)

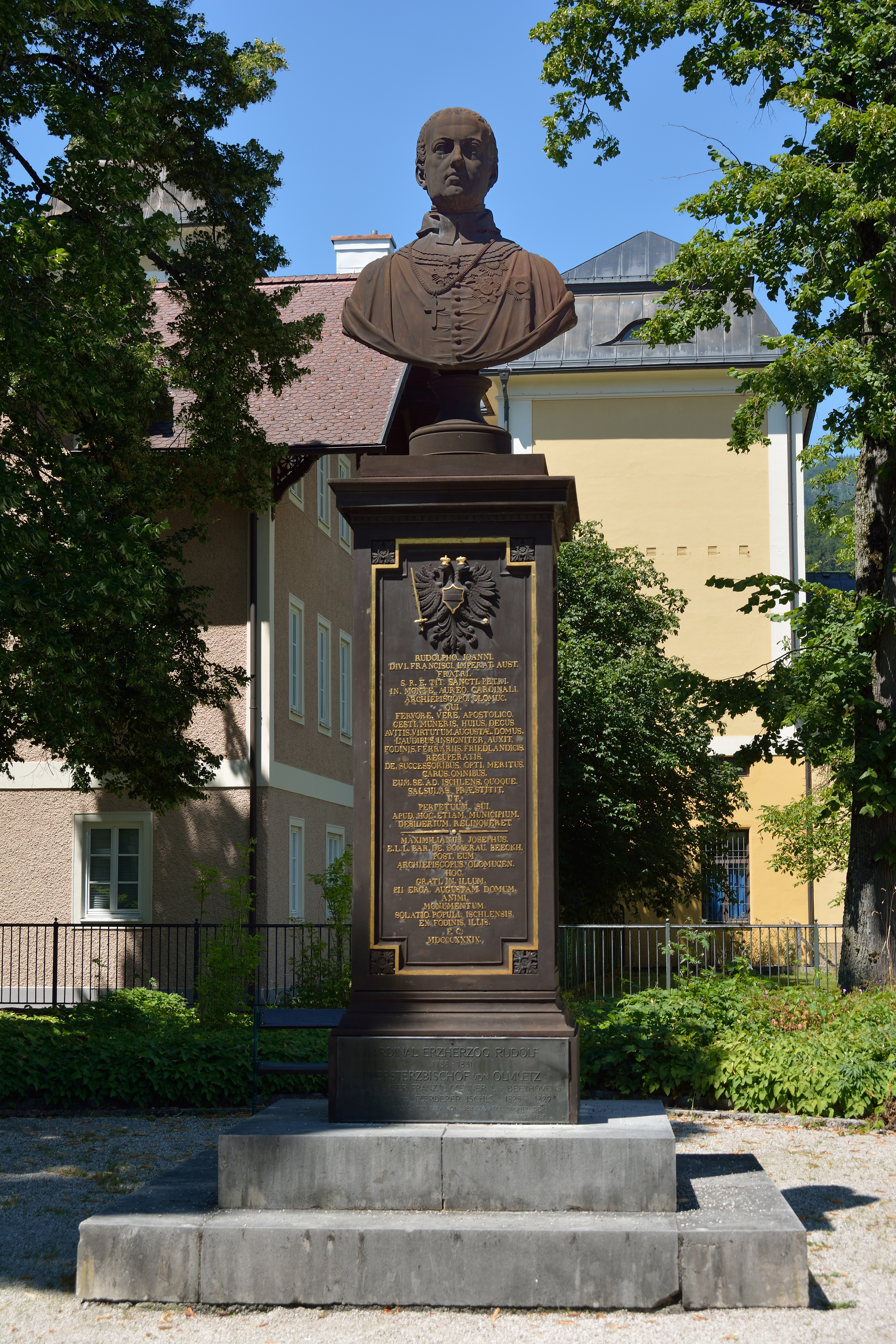
Rudolfdenkmal in Bad Ischl

Rudolph Johann Joseph Rainer von Österreich (* 8. Jänner 1788 in Florenz; † 24. Juli 1831 in Baden bei Wien) war Erzherzog von Österreich, Erzbischof des Erzbistums Olmütz und Kardinal aus dem Hause Habsburg-Lothringen. Im heutigen Gedächtnis ist er vor allem als Komponist und als Mäzen Beethovens präsent.

## Leben
Rudolph war der 12. und jüngste Sohn des Großherzogs der Toskana und späteren Kaisers Leopold II. Zunächst scheint er eine militärische Karriere eingeschlagen zu haben, denn einige Jahre (1802–1809) war er Inhaber des Infanterieregiments No. 14.
1816 jedoch trat er in den geistlichen Stand und wurde im Konsistorium vom 4. Juni 1818 von Papst Pius VII. zum Kardinal mit der Titelkirche San Pietro in Montorio erhoben. 1819 wurde er zum Erzbischof von Olmütz ernannt und als solcher inthronisiert.
Rudolph starb 1831 in Baden bei Wien und wurde in der Kapuzinergruft zu Wien beigesetzt. Sein Herz wurde im Wenzelsdom Olmütz bestattet.

### Mäzen
Rudolph war ein großer Freund und Förderer der Kunst. Er spielte selbst Klavier und komponierte auch. Etwa 1808 wurde er Schüler von Ludwig van Beethoven und war zugleich der Einzige, den Beethoven zu dieser Zeit noch unterrichtete. Ab 1809 zahlte er ihm eine jährliche Rente von 1500 Talern, um ihn in Wien zu halten. Beethoven widmete ihm zahlreiche bedeutende Werke, darunter:
- 4. Klavierkonzert G-Dur op. 58
- 5. Klavierkonzert Es-Dur op. 73
- Klaviersonate Es-Dur op. 81a (Les adieux)
- Violinsonate G-Dur op. 96 (1812)
- Klaviertrio B-Dur op. 97 (Erzherzog-Trio)
- Klaviersonate B-Dur op. 106 (Hammerklavier-Sonate)
- Klaviersonate c-Moll op. 111
- Große Fuge B-Dur für Streichquartett op. 133
- Bearbeitung der Großen Fuge für Klavier zu vier Händen (1826), op. 134

Darüber hinaus entstand die Missa solemnis op. 123 zu Rudolphs Inthronisation als Erzbischof von Olmütz.

### Musikalische Werke (Auswahl)
- Serenade B-Dur für Klarinette, Viola, Fagott und Gitarre (ca. 1812)
- Sonate für Klavier und Violine f-Moll (ca. 1812)
- Trio Es-Dur für Klarinette, Violoncello und Klavier (1814)
- 40 Variationen op. 1 über ein Thema von Ludwig van Beethoven für Klavier (1818–19)
- Eine Variation über ein Walzer von Anton Diabelli (zwischen 1819 und 1823)
- Sonate A-Dur op. 2 für Klarinette und Klavier (1822)
- Septett e-moll für Klarinette, Fagott, Horn, Violine, Viola, Violoncello, Kontrabass (1830)
- Thema und Variationen über Ja mam Konè (Ich habe Pferde) für Bassetthorn und Klavier

## Vorfahren
| Ahnentafel Rudolf von Österreich | Ahnentafel Rudolf von Österreich                                                                           | Ahnentafel Rudolf von Österreich                                                                           | Ahnentafel Rudolf von Österreich                                                                 | Ahnentafel Rudolf von Österreich                                                                                | Ahnentafel Rudolf von Österreich                                             | Ahnentafel Rudolf von Österreich                                                 | Ahnentafel Rudolf von Österreich                                                                | Ahnentafel Rudolf von Österreich                                                            |
| -------------------------------- | --- | --- | ------------------------------------------------------------------------------------------------ | --- | ---------------------------------------------------------------------------- | -------------------------------------------------------------------------------- | ----------------------------------------------------------------------------------------------- | ------------------------------------------------------------------------------------------- |
| Ururgroßeltern                   | Herzog Karl V. Leopold (1643–1690) ⚭ 1678 Eleonore von Österreich (1653–1697)                              | Philipp I. von Bourbon (1640–1701) ⚭ 1671 Elisabeth von der Pfalz (1652–1722)                              | Kaiser Leopold I. (1640–1705) ⚭ 1676 Eleonore Magdalene von der Pfalz (1655–1720)                | Herzog Ludwig Rudolf von Braunschweig-Wolfenbüttel (1671–1735) ⚭ 1690 Christine Luise von Oettingen (1671–1747) | Ludwig von Frankreich (1661–1711) ⚭ 1680 Maria Anna von Bayern (1660–1690)   | Odoardo II. Farnese (1666–1693) ⚭ 1690 Dorothea Sophie von der Pfalz (1670–1748) | König August II. (1670–1733) ⚭ 1693 Christiane Eberhardine von Brandenburg-Bayreuth (1671–1727) | Kaiser Joseph I. (1678–1711) ⚭ 1699 Wilhelmine Amalie von Braunschweig-Lüneburg (1673–1742) |
| Urgroßeltern                     | Herzog Leopold Joseph von Lothringen (1679–1729) ⚭ 1698 Élisabeth Charlotte de Bourbon-Orléans (1676–1744) | Herzog Leopold Joseph von Lothringen (1679–1729) ⚭ 1698 Élisabeth Charlotte de Bourbon-Orléans (1676–1744) | Kaiser Karl VI. (1685–1740) ⚭ 1708 Elisabeth Christine von Braunschweig-Wolfenbüttel (1691–1750) | Kaiser Karl VI. (1685–1740) ⚭ 1708 Elisabeth Christine von Braunschweig-Wolfenbüttel (1691–1750)                | König Philipp V. (1683–1746) ⚭ 1714 Elisabetta Farnese (1692–1766)           | König Philipp V. (1683–1746) ⚭ 1714 Elisabetta Farnese (1692–1766)               | König August III. (1696–1763) ⚭ 1719 Maria Josepha von Österreich (1699–1757)                   | König August III. (1696–1763) ⚭ 1719 Maria Josepha von Österreich (1699–1757)               |
| Großeltern                       | Kaiser Franz I. Stephan (1708–1765) ⚭ 1736 Maria Theresia (1717–1780)                                      | Kaiser Franz I. Stephan (1708–1765) ⚭ 1736 Maria Theresia (1717–1780)                                      | Kaiser Franz I. Stephan (1708–1765) ⚭ 1736 Maria Theresia (1717–1780)                            | Kaiser Franz I. Stephan (1708–1765) ⚭ 1736 Maria Theresia (1717–1780)                                           | König Karl III. (1716–1788) ⚭ 1738 Maria Amalia von Sachsen (1724–1760)      | König Karl III. (1716–1788) ⚭ 1738 Maria Amalia von Sachsen (1724–1760)          | König Karl III. (1716–1788) ⚭ 1738 Maria Amalia von Sachsen (1724–1760)                         | König Karl III. (1716–1788) ⚭ 1738 Maria Amalia von Sachsen (1724–1760)                     |
| Eltern                           | Kaiser Leopold II. (1747–1792) ⚭ 1765 Maria Ludovica von Spanien (1745–1792)                               | Kaiser Leopold II. (1747–1792) ⚭ 1765 Maria Ludovica von Spanien (1745–1792)                               | Kaiser Leopold II. (1747–1792) ⚭ 1765 Maria Ludovica von Spanien (1745–1792)                     | Kaiser Leopold II. (1747–1792) ⚭ 1765 Maria Ludovica von Spanien (1745–1792)                                    | Kaiser Leopold II. (1747–1792) ⚭ 1765 Maria Ludovica von Spanien (1745–1792) | Kaiser Leopold II. (1747–1792) ⚭ 1765 Maria Ludovica von Spanien (1745–1792)     | Kaiser Leopold II. (1747–1792) ⚭ 1765 Maria Ludovica von Spanien (1745–1792)                    | Kaiser Leopold II. (1747–1792) ⚭ 1765 Maria Ludovica von Spanien (1745–1792)                |
| Rudolph von Österreich           | | |                                                                                                  | |                                                                              |                                                                                  |                                                                                                 |                                                                                             |